# Ioan Petru Culianu
Ioan Petru Culianu (* 5. Januar 1950 in Iași, Rumänien; † 21. Mai 1991 in Chicago)  war ein rumänischer Religionswissenschaftler, Kulturhistoriker, Philosoph und Essayist.
Schwerpunkt seiner Forschung war die Geschichte der Gnosis, des Okkultismus und der Magie in der Renaissance.

## Leben
Culianu wurde im rumänischen Iași geboren. Er studierte zunächst an der Universität Bukarest und beantragte dann während eines Studienaufenthalts in Perugia politisches Asyl. Sein Studium schloss er in Mailand an der Università Cattolica del Sacro Cuore ab. Nach kurzen Aufenthalten in Frankreich und den Niederlanden, verließ er Europa für immer, um sich in Chicago niederzulassen. In Chicago erhielt er eine Professur. Mit einer Dissertation zum Thema Recherches sur les dualismes d'Occident. Analyse de leurs principaux mythes promovierte er in Paris an der  Sorbonne beim  Religionshistoriker Pierre Meslin zum Doktor der Philosophie.
Ein zweites Interessengebiet Culianus war die Geschichte und Politik Rumäniens im 20. Jahrhundert. So geißelte er nicht nur die Securitate und ihre Nachfolger, sondern auch die Eiserne Garde als eine ultra-nationalistische, antisemitische und faschistische Organisation und verlangte eine Untersuchung des Genozids an den Juden in Rumänien.
In Chicago wurde Culianu von dem seit 1956 an der Universität lehrenden Mircea Eliade gefördert, mit dem er ein Handbuch zur Religionsgeschichte herausgab. Er galt als designierter Nachfolger für den Lehrstuhl Eliades.
Culianu wurde am 21. Mai 1991 nach einer Vorlesung in einer Toilette der Universität durch einen Schuss in den Hinterkopf getötet. In Verdacht standen Mitglieder des rumänischen Geheimdienstes. Parallel ermittelte das FBI gegen okkulte Organisationen. Der Mord ist bis heute nicht aufgeklärt worden.

## Schriften (Auswahl)
Culianu war Mitherausgeber eines  Wörterbuchs zur Religionsgeschichte, das in viele Sprachen übersetzt worden ist. 
- Mit Mircea Eliade, Hillary S. Wiesner: The Eliade Guide to World Religions. San Francisco 1991, ISBN 0-06-062145-1.
  - französisch: Dictionnaire des Religions. Paris 1990, ISBN 2-259-02030-5.
  - deutsch: Handbuch der Religionen. Artemis & Winkler, Zürich/München 1991, ISBN 3-7608-1048-9.
  - als Suhrkamp Taschenbuch: Frankfurt a. M. 2003, ISBN 3-518-38886-X.

- Out of this World: Otherworldly Journeys from Gilgamesh to Albert Einstein. New York 2001, ISBN 1-57062-650-2.
- Psychanodia: A Survey of the Evidence Concerning the Ascension of the Soul and Its Relevance. Brill Academic, Leiden 1984, ISBN 90-04-06903-8.
- Eros und Magie in der Renaissance. Frankfurt a. M. und Leipzig 2001, ISBN 3-458-17083-9.